# Cala en Brut

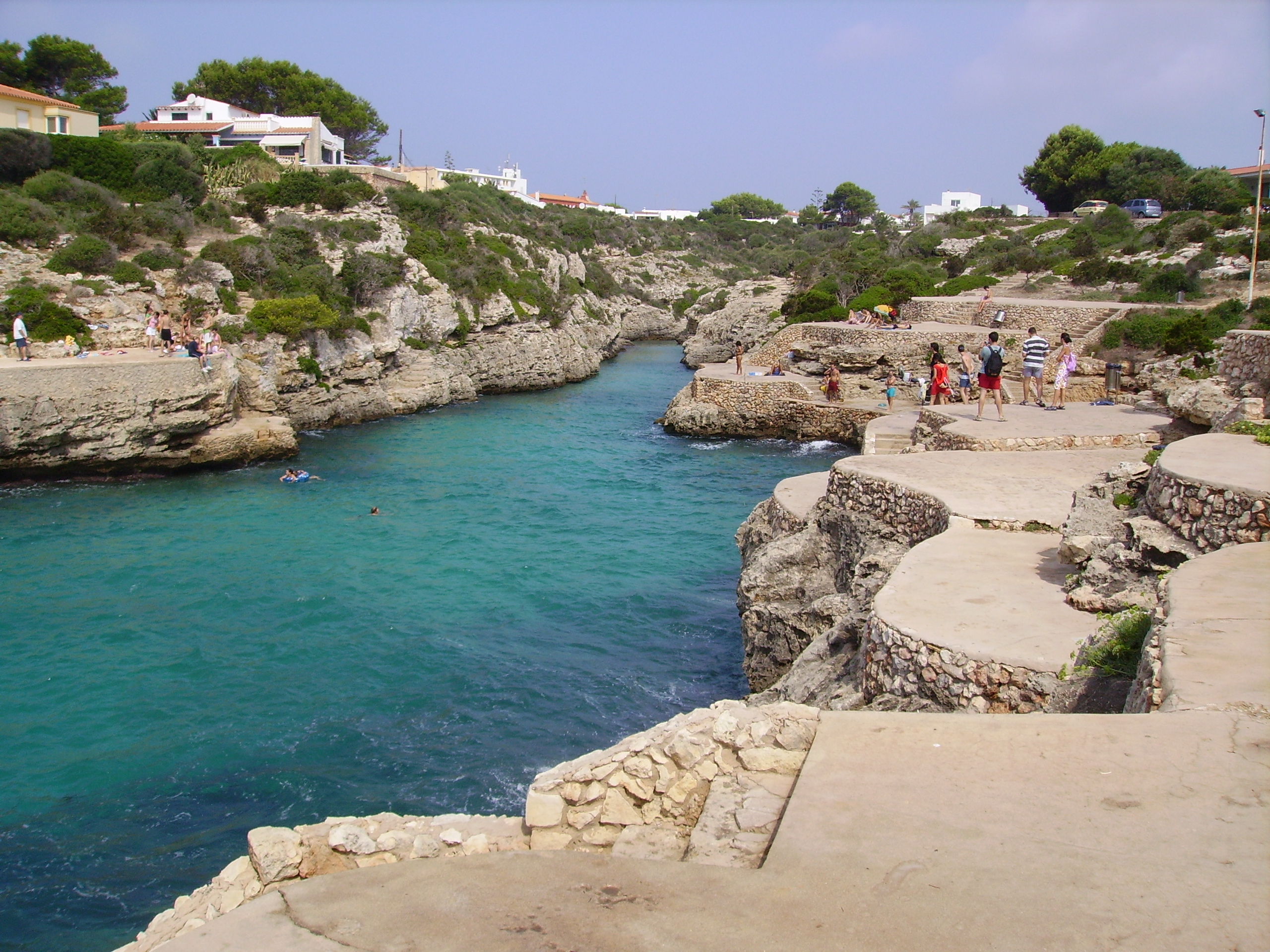
Cala en Brut.

Cala en Brut o Cala en Bruch es una pequeña cala que se encuentra en Menorca, en el municipio de Ciudadela (Baleares) España.

## Descripción
Cala en Brut es una playa sin arena, formada de diferentes plataformas artificiales que permiten a los bañistas realizar saltos y piruetas con caídas en el mar. La playa está junto a la urbanización de Cala en Blanes.

## Acceso
Se puede llegar tanto a pie como en bici o coche. Para llegar hay que dirigirse a la urbanización de Cala en Blanes, y desde allí seguir los carteles indicativos hasta Cala en Brut.